# Constantin Ilasievici
Constantin Ilasievici, romunski general, * 1881, † 1955.